# Boizenburg d'Elba
Boizenburg d'Elba (en baix alemany Boizenborg) és una ciutat a l'estat alemany de Mecklemburg-Pomerània Occidental prop de l'aiguabarreig del Sude, el Boize i de l'Elba. A la fi del 2011 tenia 10196 habitants.

## Història
El primer esment escrit data de 1158. El 1267 el poble va rebre drets de ciutat. Les activitats econòmiques n'eren l'artesania, la pesca i el comerç de fusta, blat i sal pel port al Boize a uns centenars de metres de l'Elba. A la primera meitat del segle xvi, durant la Guerra dels Trenta Anys la ciutat pateix ocupacions estrangers i tres saquejos, el 1626 per les tropes daneses; el 1627 per la Lliga catòlica alemanya sota el general brabançó Joan t'Serclaes de Tilly i el 1643 per les tropes sueques. Una mica més de mig segle més tard, la casa de la vila, l'església i unes cent cinquanta cases cremen al gran incendi. El 1793 va fundar-se la drassana Lemmschen Bootwerft que va produir dos segles fins que el 1997 va cessar les activitats per manca de rendibilitat. 320 obrers i obreres van perdre la feina. El 2007, una nova drassana va reprendre la tradició.
El 1807, durant l'ocupació napoleonenca un regiment francès s'aquartera a la ciutat. El 1813 hi va tenir lloc una batalla al mont Elbberg contra les forces prussianes, a la qual els francesos van perdre. Amb la construcció de la carretera Hamburg-Berlín — l'actual B5 — el 1826 i del ferrocarril Hamburg-Berlin el 1846 la ciutat va esdevenir menys dependent de la sola via aquàtica i una certa industrialització va seguir. El 1890 va inaugurar-se el ferrocarril local de la ciutat i del port. El 1902 la fàbrica de rajoles que encara existeix i que va donar a la ciutat el nom de Fliesenstadt o ciutat de les rejoles van començar la producció.
Durant la dictadura nazi s'instal·la una extensió del camp de concentració de Neuengamme a l'Elbberg. L'1 de maig del 1945 la ciutat va ser alliberada per les tropes dels aliats de la Segona Guerra Mundial occidentals. L'1 de juliol, després de la Conferència de Ialta, aquestes ocupants estan rellevades per l'Exèrcit Roig i el 1949 la ciutat passà a la República Democràtica Alemanya, un estat satèl·lit de la Unió Soviètica fins a 1990. Poc després de la reunificació va llançar-se una llarga operació de restauració de la ciutat i de les seves fossats i canals. El ric patrimoni de cases d'entramat de fusta va ser negligit pels dirigents comunistes, més preocupats amb el tancament de la frontera molt propera amb la República Federal Alemanya (RFA), una tasca difícil, degut a la situació geogràfica, que amb el desenvolupament turístic.

## Economia
Per a rellançar l'activitat econòmica després de tancar la drassana i les altres fàbriques obsoletes es va crear un polígon industrial nou i es va modernitzar el port. Tanmateix, la ciutat es troba al circuit ciclista al marge de l'Elba, el que contribueix al desenvolupament prudent d'una activitat turística, que profita la disparició de l'antiga frontera intra-alemanya. La ciutat aspira a combinar el desenvolupament econòmic amb la seva posició dins de la reserva de la biosfera Flusslandschaft Elbe (Paisatge fluvial de l'Elba).

## Nuclis
- Bahlen (Bahlendorf)
- Gehrum
- Gothmann
- Heide
- Metlitz
- Schwartow
- Streitheide
- Vier

## Llocs d'interès
- El Museu de les Rajoles (Erstes deutsche Fliesenmuseum), amb una llarga col·lecció modernista de rajoles Art Nouveau i Jugendstil.
- Casa de la vila de Boizenburg
- Temple maçònic de Vesta a les tres Torres
- El camí de ronda al marge dels fossats, excavats a l'edat mitjana per la defensa de la ciutat en desviar el Boize i pregonar uns seus braços
- L'Església de la Mare de Déu
- El port esportiu
- Els monuments a les víctimes del feixisme, dels treballs forçats i al camp de concentració a l'Elbberg

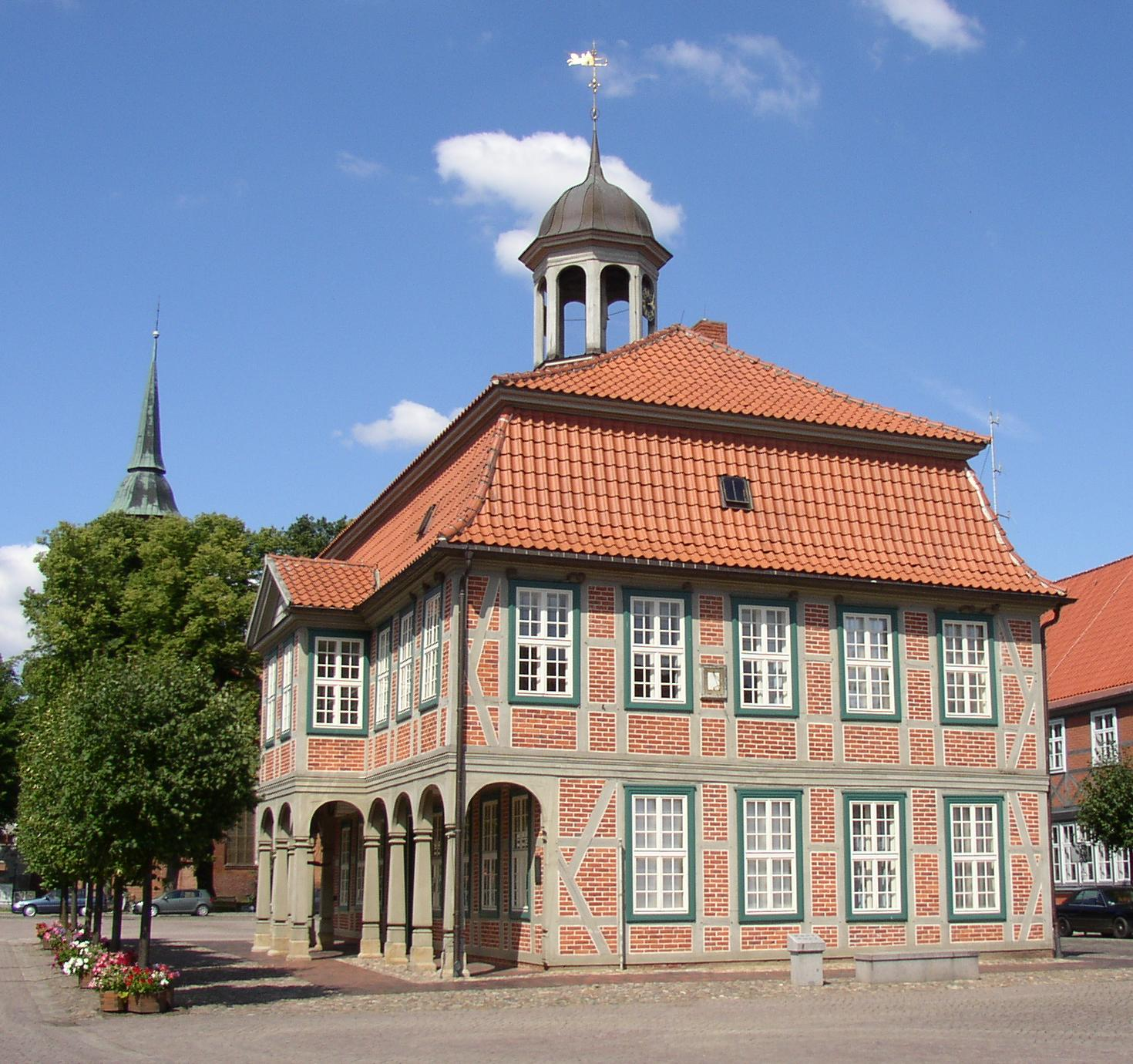
La casa de la vila, una construcció d'entramat de fusta
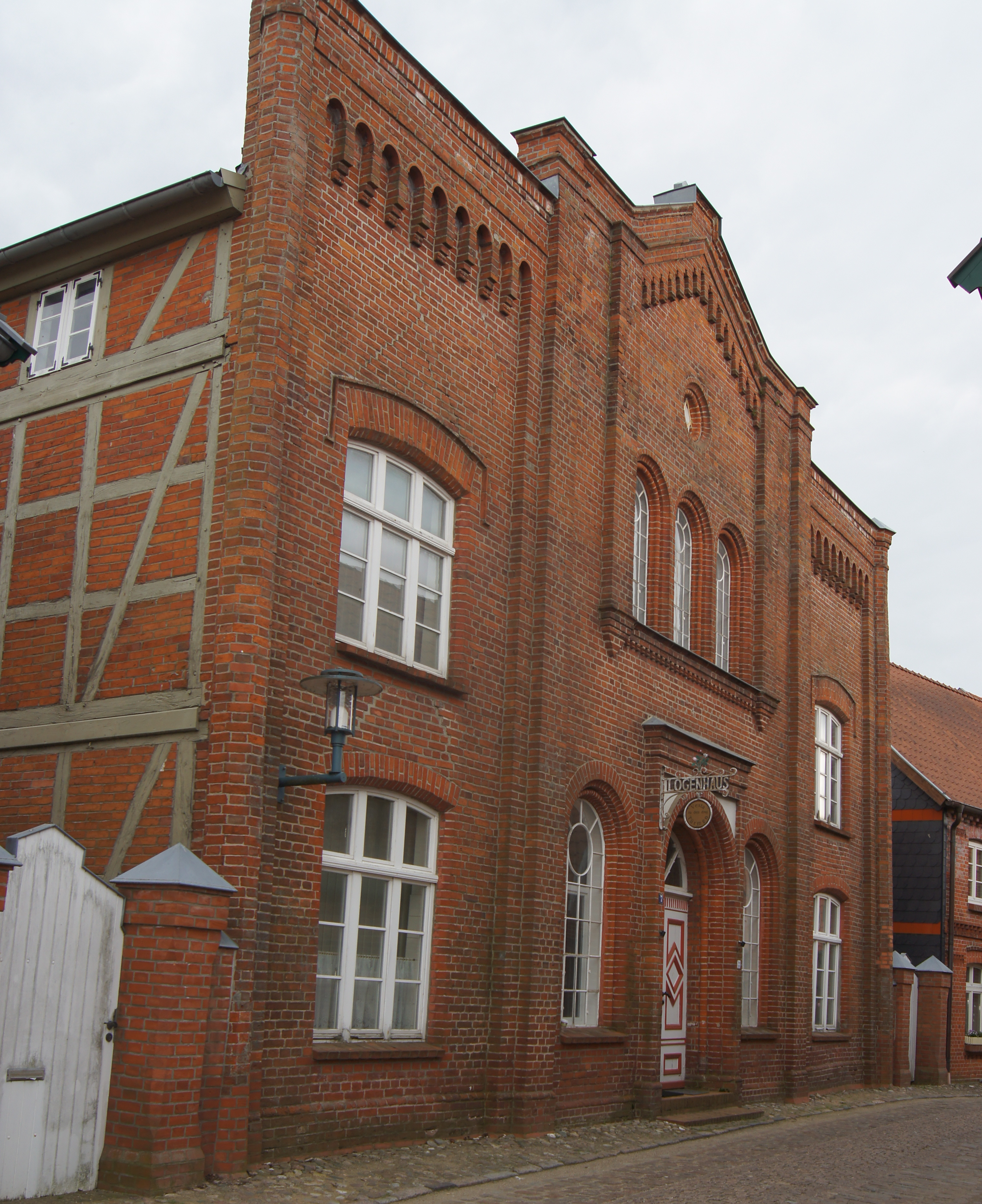
El temple maçònic dedicat a Vesta

## Persones de Boizenburg
- Ludwig Reinhard (1805–1877), pedagog, democrata i membre del Parlament de Frankfurt, el primer parlament alemany
- Maximilian Preibisch (1877–1940), escultor
- Wirad de Boizenburg (vers 1188), carregat pel comte Adolf III de Holstein-Schauenburg de la construcció del barri de Neustadt a Hamburg
- Michael Christoph Brandenburg (1694–1766), ministre protestant i poeta
- Franz Hermann Müschen (1774–1847), primer pomòleg de Mecklemburg
- Theodor Mussaeus (1814–1895), jurista
- August Walter (1827–1888), polític
- Leonhard Adelt (1881–1945), editor i escriptor
- Hans Kummerfeldt (1887–1963), polític nazi (NSDAP)
- Rainer Kaube (1944), futbolista

## Ciutats agermanades
- Lauenburg d'Elba a Slesvig-Holstein
- Czersk (alemany: Heiderode) a Polònia